# 閻鴻舉

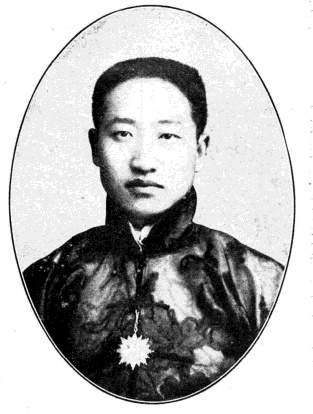
《民国之精华》中的閻鴻舉照片

閻鴻舉（1879年—1945年10月）字遇唐，山西省山阴县安荣村人，中华民国政治人物。

## 生平
閻鴻舉于1879年生于山阴县安荣村的一户农家。家里有一个姐姐，还有两个弟弟。閻鴻舉自幼在本村小学堂读书。数年后，因家贫而休学。閻鴻舉自此一边当小工，一边自学。20岁时，閻鴻舉到大同府参加院试，中府头（秀才头名，俗称“案首”）。几年后，赴西安参加乡试，秋捷中举。清朝末年，朝廷废除科举，兴办学堂。閻鴻舉入山西大学堂中斋高等科学习。毕业后，先后在太原、大同等地任教。
民国元年（1912年），山阴县初选国会众议员，閻鴻舉中选。到大同复选时，与怀仁县的顼日新、浑源县的田应璜、朔县的刘懋赏等人共同被选为国会议员。到北京后，选定为国会众议员。后来，护法运动爆发，閻鴻舉南下广东，成为非常国会议员。
民国十年（1921年）4月7日，在广州召开了国会两院非常会议，推选孙中山为非常大总统。閻鴻舉为与会的国会议员之一。同年5月，閻鴻舉参加了在广州选举孙中山为大总统的会议。民国十二年（1923年）2月，閻鴻舉参加了孙中山任大元帅等会议。
民国十三年（1924年），閻鴻舉回到山阴县务农。在家乡，他协助三弟闫鸿犹创办了 “晋隆永”商铺以及酒、油、米作坊，还曾为桑干河灌区捐过财物。
民国二十六年（1937年），日军侵入山阴县前夕，閻鴻舉避往太原，此后辗转于陕西、甘肃的汉中、宝鸡、天水一带，参加抗日战地服务团第六团。后因病乘飞机转赴越南河内，民国三十年（1941年）2月坐船经天津回到山阴县。
回到山阴县后，日本扶植的山西省省长苏体仁、大同的田汝弼等人多次劝其出山任职，均被閻鴻舉拒绝。閻鴻舉一直闲居在果园家中。民国三十四年（1945年）10月间，閻鴻舉因病逝世，享年66岁。